# Domaine d'Obata

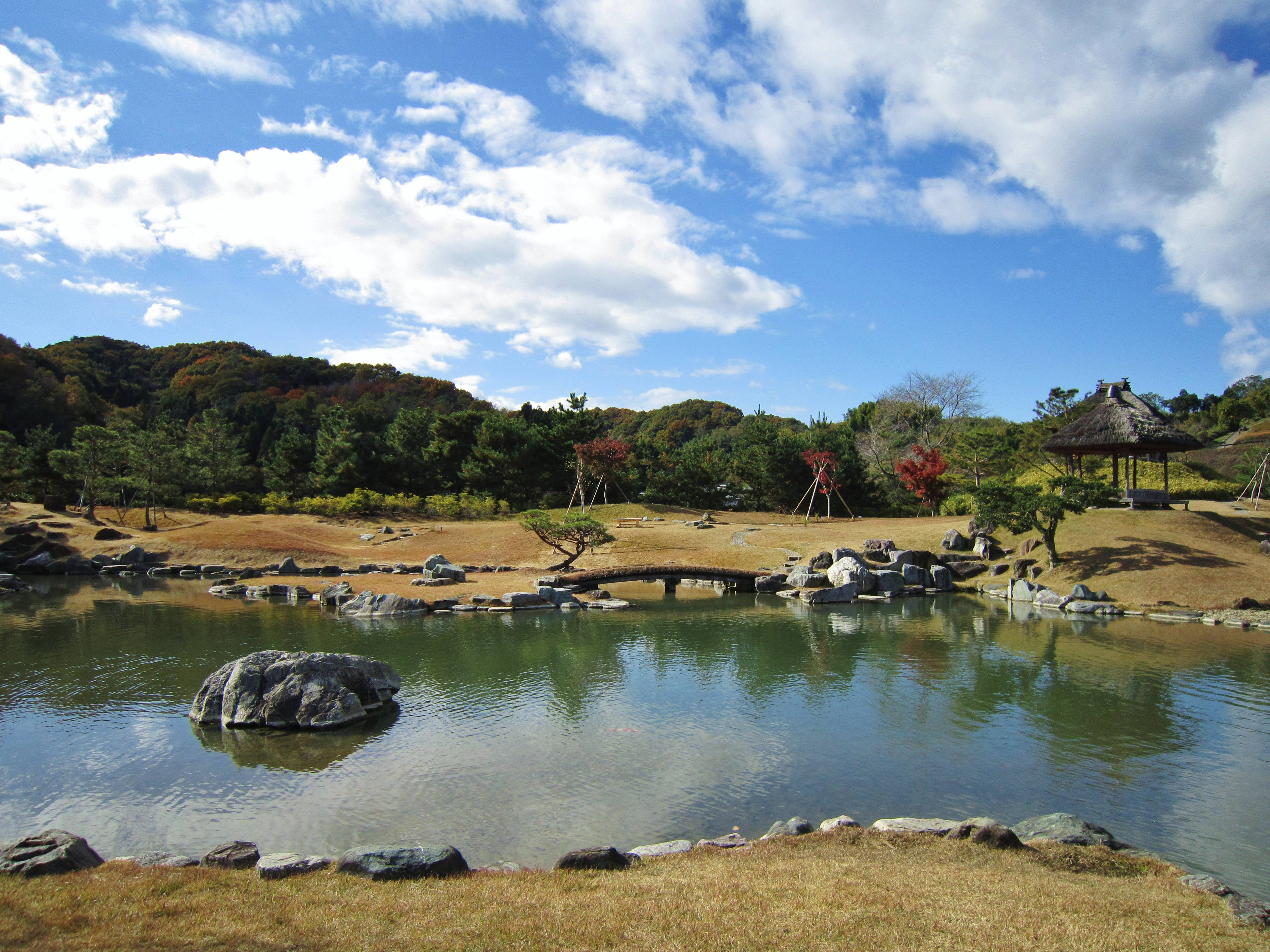
L'étang Rakusan-en Konmei dans l'un des jardins encore existants du jin'ya du domaine d'Obata

Le domaine d'Obata (小幡藩, Obata-han) est un fief féodal japonais de l'époque d'Edo situé dans la province de Kōzuke (actuelle préfecture de Gunma). Il était dirigé à partir du jin'ya d'Obata dans l'actuelle ville de Kanra. Le domaine est géré pendant la majeure partie de son histoire par le clan Oda, descendants d'Oda Nobunaga.

## Histoire
Le domaine d'Obata est créé à l'origine en 1590 comme fief d'Okudaira Nobumasa, gendre de Tokugawa Ieyasu, avec un revenu de 30 000 koku. Après la bataille de Sekigahara en 1601, le domaine de Kanō de la province de Mino reçoit des territoires pour cumuler un revenu de 100 000 koku. Ce faisant, Obata est réduit à 10 000 koku et donné à Mizuno Tadakiyo, l'un des fils de Mizuno Tadashige. Pour ses actions lors du siège d'Osaka, il est transféré au domaine de Kariya dans la province de Mikawa en 1615 avec un revenu de 20 000 koku. Nagai Naokatsu, un autre général d'Ieyasu récompensé pour ses actions au siège d'Osaka, dirige brièvement le domaine de 1616 à 1617.
En 1617, le domaine est accordé à Oda Nobuyoshi, petit-fils d'Oda Nobunaga, et quatrième fils d'Oda Nobukatsu, daimyō du domaine d'Uda-Matsuyama dans la province de Yamato. Le clan Oda continue de diriger Obata pendant sept générations jusqu'en 1764 lorsqu'il est transféré au domaine de Takahata dans la province de Dewa. Obata est ensuite accordé à la branche d'Okudaira du clan Matsudaira qui dirige le domaine jusqu'à la fin de l'époque d'Edo.
Durant la période du Bakumatsu, le dernier daimyō, Matsudaira Tadayuki, sert aux fonctions de sōshaban et jisha-bugyō, ce qui lui fait réaliser les faiblesses du shogunat Tokugawa. Bien qu'il offre 500 ryō en soutien aux forces militaires shogunales, il entre également en contact avec les forces impériales et de nombreux proches conseillers sont issus du domaine de Mito pro-impérial. Il effectue aussi des démarches pour moderniser ses propres forces, jusqu'à vendre son propre sabre familial pour acheter des fusils modernes. Il rejoint rapidement le camp impérial durant la guerre de Boshin.
Après le conflit et l'abolition du système han en juillet 1871, le domaine d'Obata devient la « préfecture d'Obata » qui fera plus tard partie de la préfecture de Gunma.
Le domaine avait une population de 889 samouraïs répartis dans 238 foyers selon un recensement durant l'ère An'ei (1772-1780).

## Possessions à la fin de l'époque d'Edo
Comme la plupart des domaines japonais, Obata est composé de plusieurs territoires discontinus dont la valeur kokudaka est basée sur une estimation périodique du potentiel agricole,. Obata avait un territoire relativement compact.
- Province de Kōzuke
  - 1 village du district d'Usui
  - 34 villages du district de Kanra
  - 3 villages du district de Tago

## Liste des daimyōs
| #                                          | Nom                             | Règne     | Titre de courtoisie                    | Rang de cour                          | Kokudaka    |
| ------------------------------------------ | ------------------------------- | --------- | -------------------------------------- | ------------------------------------- | ----------- |
| Clan Okudaira (fudai) 1590-1601            |                                 |           |                                        |                                       |             |
| 1                                          | Okudaira Nobumasa (奥平 信昌)   | 1590-1601 | Mimasaka-no-kami (美作守)              | 5e inférieur (従五 位下)              | 30 000 koku |
| Clan Mizuno (fudai) 1602-1615              |                                 |           |                                        |                                       |             |
| 1                                          | Mizuno Tadakiyo (水野 忠清)     | 1602-1615 | Hayato-no-kami (隼人正)                | 5e inférieur (従五 位下)              | 10 000 koku |
| Clan Nagai (fudai) 1616-1617               |                                 |           |                                        |                                       |             |
| 1                                          | Nagai Naokatsu (永井 直勝)      | 1616-1617 | Ukon-taifu (右近大夫)                  | 5e inférieur (従五位下)               | 17 000 koku |
| Clan Oda (tozama) 1617-1767                |                                 |           |                                        |                                       |             |
| 1                                          | Oda Nobuyoshi (織田信良)        | 1617-1626 | Sakone-no-shōshō (左少将)              | 4e inférieur (従四位下)               | 20 000 koku |
| 2                                          | Oda Nobumasa (織田信昌)         | 1626-1650 | Hyōbu-taifu (兵部大輔)                 | 4e inférieur (従四位下)               | 20 000 koku |
| 3                                          | Oda Nobuhisa (織田信久)         | 1650-1714 | Echizen-no-kami (越前守) ; jijū (侍従) | Lower 4th (従四位下)                  | 20 000 koku |
| 4                                          | Oda Nobunari (織田信就)         | 1714-1731 | Mino-no-kami (美濃守)                  | 4e inférieur (従四位下) ; jijū (侍従) | 20 000 koku |
| 5                                          | Oda Nobusuke (織田信右)         | 1731-1759 | Hyōbu-taifu (兵部大輔)                 | 4e inférieur (従四位下)               | 20 000 koku |
| 6                                          | Oda Nobutomi (織田信富)         | 1759-1764 | Izumi-no-kami (和泉守)                 | 5e inférieur (従五位下)               | 20 000 koku |
| 7                                          | Oda Nobukuni (織田信邦)         | 1764-1767 | Mino-no-kami (美濃守)                  | 5e inférieur (従五位下)               | 20 000 koku |
| Clan Okudaira-Matsudaira (fudai) 1767-1872 |                                 |           |                                        |                                       |             |
| 1                                          | Matsudaira Tadatsune (松平忠恒) | 1767-1768 | Kunai-shōyū (宮内少輔)                 | 5e inférieur (従五位下)               | 20 000 koku |
| 2                                          | Matsudaira Tadayoshi (松平忠福) | 1768-1799 | Uneme-no-kami (采女正)                 | 5e inférieur (従五位下)               | 20 000 koku |
| 3                                          | Matsudaira Tadashige (松平忠恵) | 1799-1856 | Kunai-shōyū (宮内少輔)                 | 5e inférieur (従五位下)               | 20 000 koku |
| 4                                          | Matsudaira Tadayuki (松平忠恕)  | 1856-1871 | Settsu-no-kami (摂津守)                | 5e inférieur (従五位下)               | 20 000 koku |